# Château de Warkworth
Le château de Warkworth est un bâtiment médiéval en ruine, situé dans la ville homonyme, dans le comté anglais du Northumberland. La ville et le château se trouvent sur une boucle formée par la Coquet, à moins d'un kilomètre de la côte nord-est de l'Angleterre.
La date relative à la fondation du château est incertaine : la tradition veut que sa construction remonte à l'époque du prince Henri d'Écosse, au milieu du XIIe siècle, mais il se peut qu'il ait été édifié par le roi Henri II d'Angleterre, lorsqu'il prit le contrôle des comtés du nord de l'Angleterre. Le château de Warkworth fut documenté pour la première fois dans une charte de 1157-1164, lorsque Henri II l'octroya à Roger fitz Richard. Le château en bois, considéré comme « fragile », fut laissé sans défense lors de l'invasion des Écossais en 1173.
Robert, le fils de Roger, hérita du château et l'améliora. Robert était un favori du roi Jean qu'il accueillit au château de Warkworth en 1213. Le château resta dans la lignée familiale, avec des périodes de tutelle lorsque les héritiers étaient trop jeunes pour contrôler leurs propriétés. Le roi Édouard Ier y passa la nuit en 1292 et John de clavering, descendant de Roger fitz Richard, fit de lui l'héritier de la Couronne. Lors du déclenchement des guerres d'indépendance de l'Écosse, Édouard II investit dans des châteaux dont celui de Warkworth où il finança le renforcement de la garnison en 1319. En 1327, les Écossais assiégèrent le château à deux reprises mais leurs tentatives restèrent sans succès.
John de Clavering mourut en 1332 et sa veuve en 1345, date à laquelle Henry de Percy, prit le contrôle du château de Warkworth, après avoir reçu la promesse d'Édouard III d'obtenir la propriété de Clavering. Henry Percy, 1er comte de Northumberland, ajouta l'imposant donjon surplombant le village de Warkworth à la fin du XIVe siècle. Le quatrième comte remodela les bâtiments situés dans le mur d'enceinte et entreprit la construction d'une collégiale au sein du château, mais les travaux concernant cette dernière furent abandonnés après sa mort. Bien que Algernon Percy, 10e comte de Northumberland, soutînt le Parlement pendant la Première Révolution anglaise, le château fut endommagé durant le conflit.
Le dernier comte Percy mourut en 1670. Au milieu du XVIIIe siècle, le château se retrouva dans les mains de Hugh Smithson, qui épousa l'héritière indirecte de la Famille de Percy. Il adopta le nom de "Percy" et fonda la dynastie des ducs de Northumberland, dont les différentes générations se transmirent le château.
À la fin du XIXe siècle, les ducs rénovèrent le château de Warkworth et Anthony Salvin fut chargé de restaurer le donjon. Alan Percy, 8e duc de Northumberland, confia la garde du château au Bureau des Travaux en 1922. Depuis 1984, c'est l'English Heritage qui s'occupe du site, qui est un monument classé Grade I.

## Histoire

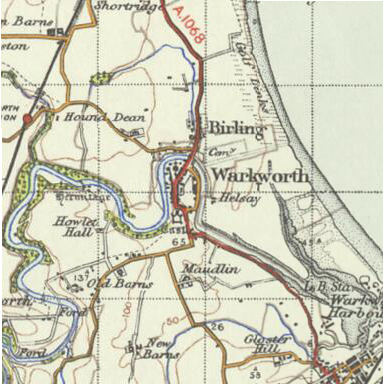
Carte de l'Ordnance Survey publiée en 1945, montrant Warkworth dans la boucle formée par la Coquet. Le château de Warkworth est situé à l'extrémité sud de la boucle.

### Histoire ancienne
Bien que le peuplement de Warkworth, dans le Northumberland, remonte au moins au VIIIe siècle, le premier château ne fut construit qu'après la conquête normande. La ville et son château occupaient une boucle de la Coquet. Le château fut construit à l'extrémité sud de la ville, protégeant le goulot étroit de la boucle. Un pont fortifié protégeait également l'entrée de la ville. La campagne environnante, formée de plaines, était favorable à l'agriculture. On ne sait pas vraiment quand et par qui le château fut fondé, bien que sa création soit généralement attribuée au prince Henri d'Écosse. La guerre civile sévissant dans le sud-ouest de l'Angleterre, le roi Étienne d'Angleterre avait besoin de s'assurer que le nord de l'Angleterre était sécurisé. À cette fin, le traité de Durham de 1139, entre l'Écosse et l'Angleterre, assura la paix. En vertu du traité, Henri d'Écosse, devint comte de Northumbrie, car en contrepartie, il avait cédé le contrôle des châteaux de Bamburgh et de Newcastle aux Anglais. Sans eux, Henri avait besoin d'un nouveau siège pour exercer son autorité, et un nouveau château à Warkworth pouvait satisfaire à cette exigence. Cependant, des chartes montrent que Henri continuait de contrôler le château de Bamburgh après le traité et que, étant donné que Warkworth était un château modeste d'après les normes contemporaines, il se peut qu'il ait été fondé par quelqu'un d'autre.
Henri mourut en 1152 et son fils, Malcolm (couronné roi d'Écosse en 1153), hérita de ses terres. En 1157, Malcolm se rendit au château de Peveril, dans le Derbyshire, où il rendit hommage au nouveau roi d'Angleterre, Henri II. Malcolm restitua les comtés du nord de l'Angleterre à Henri, dont les châteaux de Bamburgh, Carlisle, et Newcastle, et probablement ceux d'Appleby, Brough, Wark on Tweed et Warkworth, bien qu'il soit possible que Henri II ait fondé le château de Warkworth en 1157 afin de sécuriser ses terres dans le Northumberland ; d'autres châteaux contemporains dans la région furent construits dans ce même but, comme ce fut le cas de celui de Harbottle (en).

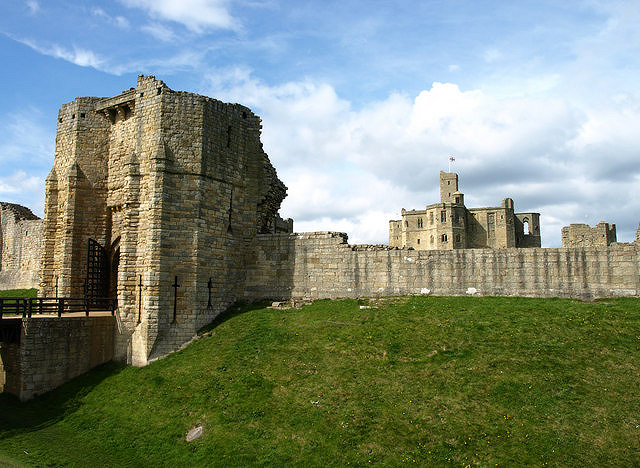
Guérite du château de Warkworth (à gauche) qui date en grande partie du XIIIe siècle.

Ce fut dans une charte datant de 1157-1164 établie par Henri II qu'il fut pour la première fois mention du château de Warkworth, charte dans laquelle le roi octroyait le château et la seigneurie environnante à Roger fitz Richard, membre d'une noble famille normande. On a laissé entendre que le terme de « château » a peut-être été utilisé dans cette charte pour décrire une résidence sur le site au statut élevé, datant probablement de l'époque anglo-saxonne, ce qui signifie qu'il est possible que Roger ait construit le château. Il possédait des terres sur une vaste étendue, et Warkworth fut peut-être de moindre importance en comparaison de ses autres propriétés. Lorsque les Écossais envahirent le Northumberland en 1173, le château de Warkworth ne fut pas défendu par sa garnison et ce, malgré la présence de Roger fitz Richard dans le comté. À cette époque, ses ouvrages défensifs étaient décrits comme « faibles. » En 1174, Duncan II, comte de Fife, attaqua Warkworth. Le registre actuel ne fait pas mention du château, mais fait remarquer que les habitants de Warkworth ont cherché refuge dans l'église. Lorsque Roger fitz Richard mourut en 1178, son fils et héritier, Robert fitz Roger, était encore un enfant. Un tuteur s'occupa des propriétés de la famille jusqu'à ce que Robert arrivât à maturité en 1191. Il paya 300 marcs à la Couronne pour confirmer qu'il était le propriétaire de Warkworth, du château y compris. D'importants travaux de construction au château de Warkworth sont attribués à Robert. Ce dernier était un favori du roi Jean, il le reçut d'ailleurs au château de Warkworth en 1213.
Le château de Warkworth continua de se transmettre dans la lignée familiale lorsque Robert fitz Roger fut remplacé par son fils John en 1214, qui fut à son tour remplacé par son fils Roger en 1240. Roger mourut en 1249, son fils était alors âgé d'un an, un tuteur fut donc nommé pour s'occuper des biens de la famille : Guillaume de Valence, demi-frère du roi Henri III. Le château, qualifié à cette époque par le chroniqueur Matthieu Paris de « noble », resta sous la tutelle de Valence jusqu'en 1268, date à laquelle il revint à Robert fitz John. Le roi Édouard Ier d'Angleterre passa une nuit au château de Warkworth en 1292. On demanda au roi d'Angleterre de servir de médiateur dans un différend concernant le trône d'Écosse et il fit sa propre requête, conduisant aux guerres d'indépendance de l'Écosse. Après la victoire écossaise lors de la bataille du pont de Stirling en 1297, Robert et son fils, John de Clavering, furent capturés. Ils furent par la suite libérés, et en 1310, John prit le contrôle des propriétés familiales. Un an plus tard, John prit des dispositions pour que, à sa mort, le roi reçût tous ses biens.
Entre environ 1310 et 1330, les Anglais luttèrent pour faire face aux attaques écossaises dans le nord de l'Angleterre. L'importance des grands châteaux pendant les guerres écossaises était telle, que la Couronne subventionna leur entretien et même leur construction. En 1319, le roi Édouard II paya une garnison pour le château, constituée de quatre hommes d'armes et huit Hobelars, afin d'améliorer la force existante composée de douze hommes d'armes. Ralph Neville (en) était le gardien du château de Warkworth en 1322. Étant marié à la fille de John, Euphemia, Ralph espérait peut-être hériter des biens Clavering, mais ce ne fut pas le cas. En 1327, les forces écossaises assiégèrent deux fois le château mais leurs tentatives furent vaines.

### La famille Percy
À cette époque, la famille de Percy devenait la dynastie la plus puissante du Northumberland. Henry de Percy, 2e baron Percy, qui était au service d'Édouard III, recevait à vie la somme de 500 marcs par an pour être à la tête d'une compagnie d'hommes d'armes. En échange de cette cotisation annuelle, Percy obtint la promesse en 1328 d'obtenir des droits sur les biens appartenant à la famille Clavering. Le Parlement déclara ces contrats illégaux en 1331, mais immédiatement après avoir abandonné sa demande, Percy obtint l'autorisation spéciale d'hériter. John de Clavering mourut en 1332 et sa veuve en 1345, date à laquelle les biens de la famille revinrent à la famille Percy. Alors que les Percy étaient propriétaires du château d'Alnwick, considéré comme plus prestigieux, Warkworth était leur lieu de résidence préféré. Pendant la période Percy, un parc pour la chasse fut créé à proximité, et à l'intérieur du château deux blocs résidentiels, décrits par l'historien John Goodall comme étant « d'une qualité et d'une sophistication inégalées dans le Northumberland. » Le deuxième baron mourut à Warkworth en 1352.

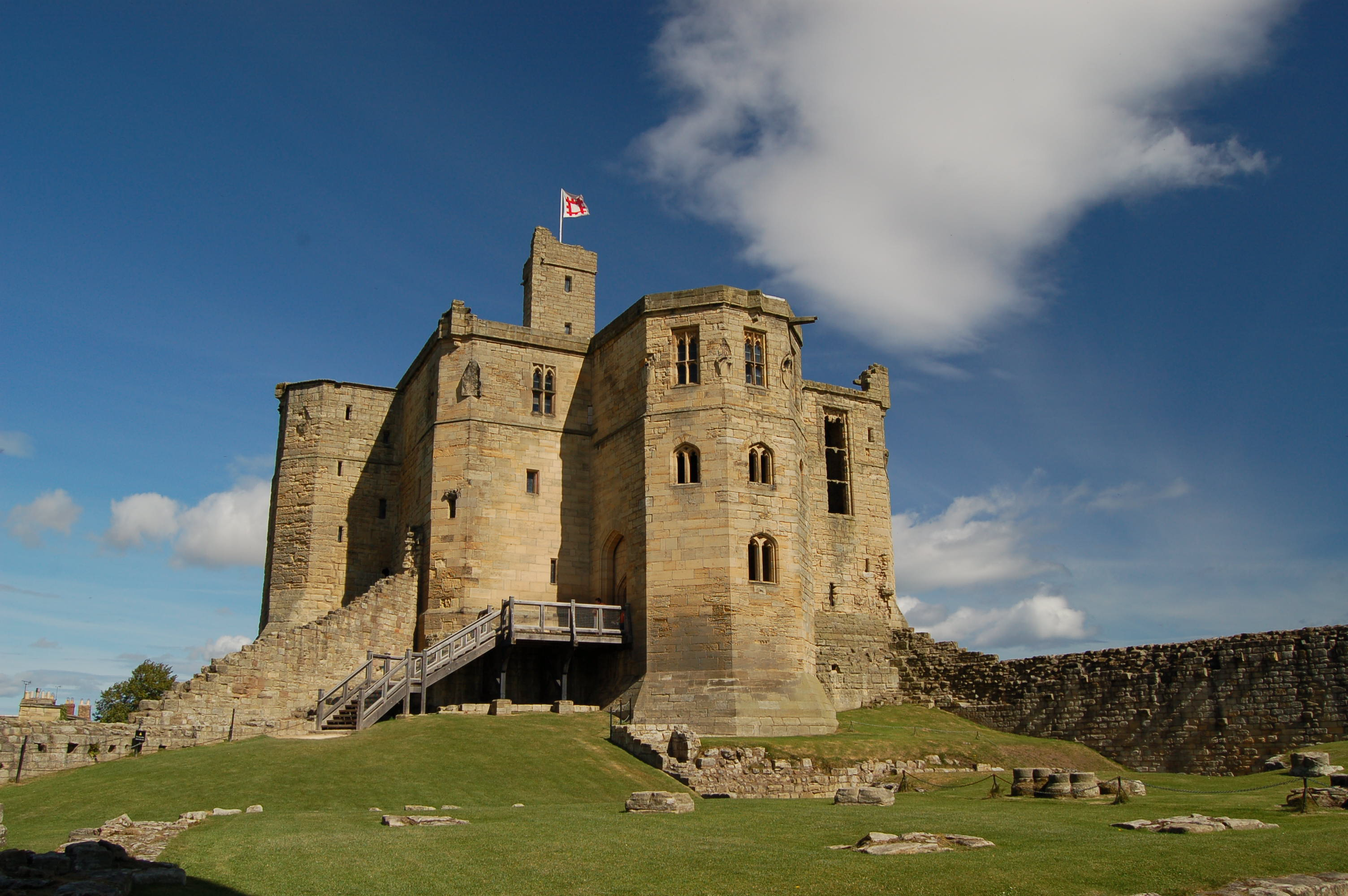
Donjon construit par Henry Percy, 1er comte de Northumberland

En 1377, le quatrième baron Percy, également appelé Henry, fut déclaré premier comte de Northumberland (devenant ainsi la première famille du nord de l'Angleterre à se voir accorder un titre de comte), en reconnaissance de sa grande puissance dans les Scottish Marches (en), le long de la frontière entre l'Angleterre et l'Écosse. Ayant un réseau de contacts et de dépendances, la famille Percy était la famille prééminente dans le nord de l'Angleterre au XIVe siècle. Henry Percy ordonna la construction du fameux donjon peu de temps après avoir obtenu le titre de comte de Northumberland. Il est possible que Percy ait amélioré son château principal pour rivaliser avec Jean de Gand, qui reconstruisit le château de Dunstanburgh, situé tout près, ou avec la famille Neville, dont la puissance ne cessait de croître dans le nord de l'Angleterre, et qui entreprit un programme de construction relatif aux châteaux de Brancepeth, Raby, Bamburgh, Middleham, et Sheriff Hutton. Des similitudes architecturales entre le donjon de Warkworth, le château de Bolton, et les bâtiments à usage domestique du château de Bamburgh, suggèrent que John Lewyn fut le maître maçon responsable de la construction du donjon de Warkworth.
Le comte Henry apporta son concours pour détrôner Richard II et le remplacer par Henri IV. Le comte et son fils aîné Henry « Hotspur » Percy se brouillèrent avec le nouveau roi, et finirent par se rebeller. À la suite de la mort de Hotspur à la bataille de Shrewsbury en 1403, son père s'enfuit à Warkworth. Le comte se rendit finalement à York afin de se soumettre au roi. Il fut arrêté et le roi tenta d'installer ses propres hommes dans les châteaux d'Alnwick, Langley, Prudhoe et Warkworth. Le fils du comte, âgé de 14 ans, affirma qu'il était loyal envers le roi, mais n'était pas habilité à remettre officiellement le château qui resta donc sous le contrôle de la famille Percy. Henry fut gracié en 1404.
Le comte Henry se révolta à nouveau en 1405, se joignant cette fois-ci à la révolte infructueuse de l'archevêque Scrope. Alors que Henry fuyait vers le nord à la suite de l'échec de la rébellion, ses châteaux offrirent une certaine résistance avant de se soumettre aux forces royales. Warkworth lui-même était bien approvisionné et la garnison refusa dans un premier temps de se rendre. Cependant, selon une lettre d'Henri IV, écrite de Warkworth après sa chute, sept coups partis de ses canons suffirent à faire capituler les défenseurs. Le château fut confisqué par la Couronne, et fut utilisé par un des fils du roi, Jean, duc de Bedford, qui fut nommé pour diriger la région. Il resta dans les mains de la Couronne jusqu'à ce que Henri V le rendît à la famille Percy en 1416, et dans le même temps, nommât le fils de Henry « Hotspur », un autre Henry Percy, deuxième comte de Northumberland. On sait que le deuxième comte résida à Warkworth et qu'il y entreprit des travaux de construction, mais on ignore ce qu'il a vraiment réalisé.
Les Percy soutinrent la maison de Lancastre pendant la guerre des Deux-Roses, et le second comte ainsi que son successeur, Henry Percy, 3e comte de Northumberland, furent tués respectivement lors des batailles de St Albans en 1455 et de Towton en 1461. Le nouveau roi, Édouard IV, publia un acte d'attainder à l'encontre de la famille, et leurs biens furent confisqués. Après la bataille de Towton, le titre de comte de Northumberland fut attribué au Yorkiste John Neville, Ier marquis Montagu. Son frère, Richard Neville, 16e comte de Warwick, utilisait Warkworth comme base à partir de laquelle les châteaux de Northumberland, Alnwick, Bamburgh et Dunstanburgh, détenus par les Lancastriens, furent attaqués, et leurs sièges coordonnés. En 1470, Édouard IV rendit les domaines Percy au fils aîné du troisième comte, qui s'appelait également Henry Percy. Un an plus tard, Henry obtint le comté de Northumberland.
Peu après 1472, il rénova le mur d'enceinte. Il prévit également de construire une église collégiale au sein du château, mais les travaux furent abandonnés après sa mort. Lorsque le quatrième comte fut assassiné en 1489, son fils, Henry Algernon, hérita et entretint le château. Au début du XVIe siècle, Henry Percy, 6e comte de Northumberland, fut chargé de faire disparaître l'église collégiale fondée par son grand-père, mais laissée inachevée par le cinquième comte.
Thomas Percy, frère du sixième comte, fut exécuté pour le rôle qu'il avait joué lors du pèlerinage de Grâce en 1536. Lorsque Henry Percy mourut l'année suivante, sans laisser d'héritier, les biens de la famille furent transmis à la Couronne. Bien que toujours utilisé par les officiers royaux, vers 1550, le château était tombé en ruine. En 1557, les domaines Percy furent rendus aux descendants de Thomas, et le neveu du sixième comte, un autre Thomas Percy, reçut le titre de comte. Il commença un programme de réparations au château, au cours duquel il démantela « le château et d'autres maisons de fonction ».

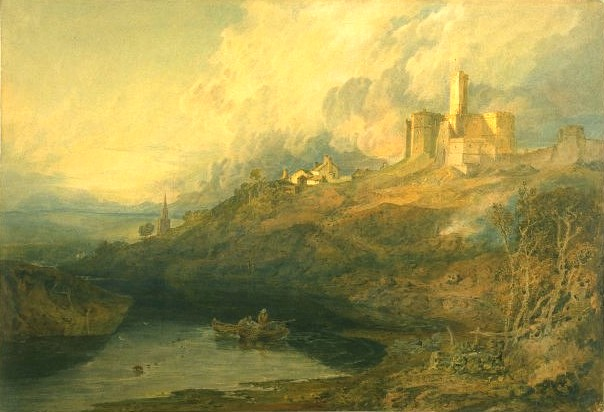
Joseph Mallord William Turner peignit le château de Warkworth en 1799. Les ruines attiraient les touristes dès le milieu du XVIIIe siècle.

Le soulèvement du Nord de 1569 vit les nobles catholiques du nord de l'Angleterre se rebeller contre la reine protestante Élisabeth Ire. Le catholique Thomas Percy rejoignit la rébellion, et les partisans se rassemblèrent dans les châteaux d'Alnwick et Warkworth. Sir John Forster (en), alors Gardien des marches, ordonna à ceux qui se trouvaient à l'intérieur de partir et les châteaux furent remis à son contrôle. Au cours du conflit qui suivit, Warkworth resta sous contrôle royal. Forster pilla le château, le dépouillant de ses poutres et de son mobilier. Le donjon ne subit au moins pas ce sort, mais en avril 1572, Henry Carey, Ier baron Hunsdon, déplora le traitement infligé aux châteaux Percy, écrivant au principal ministre de la reine, « Il est vraiment dommage de le voir piller les châteaux d'Alnwick et de Warkworth... Je suis honorablement informé de son intention de les détériorer complètement tous les deux. » Un acte d'attainder fut émis contre Thomas Percy, si bien que lorsqu'il fut en garde à vue en Angleterre, il fut exécuté sans jugement le 22 août. En conséquence, le fils de Percy fut mis de côté, mais selon les termes mentionnés dans l'acte de mort civile, son frère fut autorisé à hériter. En 1574, Elisabeth accorda à Henry Percy la permission d'hériter des biens de la famille et de prendre le titre de 8e comte de Northumberland.
Le château servit de toile de fond à plusieurs scènes de Henri IV, Partie 1 et Partie 2, de William Shakespeare. Un autre Henry Percy hérita des propriétés familiales en 1585 et prit le titre de 9e comte de Northumberland. Après l'échec de la conspiration des poudres de 1605, le comte fut emprisonné pour ses liens avec Thomas Percy, l'un des conspirateurs. Peu de temps avant sa condamnation, (il eut une amende de 30 000 £ et fut détenu dans la tour de Londres), le comte loua le château de Warkworth à Sir Ralph Gray, propriétaire du château de Chillingham, dans le Northumberland. Gray négligea le bâtiment et le laissa se délabrer davantage. Le plomb provenant des bâtiments situés dans la cour intérieure fut vendu en 1607 afin d'atténuer les problèmes financiers du comte. Lorsque Jacques Ier le visita en 1617, alors qu'il se rendait en Écosse, son entourage fut irrité par l'état lamentable du château. Avec l'Union des Couronnes sous un seul monarque, les comtes de Northumberland n'avaient pas besoin de deux grands châteaux près de la frontière anglo-écossaise ; ils entretinrent Alnwick au détriment de Warkworth. Au cours du premier quart du XVIIe siècle, on se servit du donjon comme court de juridiction pour le manoir, mais aussi pour y déposer de l'avoine.
Les détails concernant le rôle joué par le château de Warkworth lors de la Première Révolution anglaise ne sont pas clairs, mais le conflit ne fit qu'accentuer les dégâts sur la structure. Initialement détenu par les Royalists, le château était encore assez important, et lors de l'invasion des écossais en 1644, ces derniers eurent du mal à obtenir sa reddition. Algernon Percy, 10e comte de Nortumberland, était partisan du Parlement, qui a peut-être empêché les écossais de trop endommager le château. Les Parlementarians prirent le contrôle du château en 1648 ; lorsqu'ils se retirèrent, ils firent disparaître les portes du château ainsi que le fer afin que l'ennemi ne pût le réutiliser. Il se peut qu'ils aient également voulu détruire certaines parties du château, et sont peut-être à l'origine de son état actuel. Algernon Percy, fit une demande d'indemnisation en 1649 pour les dommages subis, mais sans succès.

### Ducs de Northumberland et époque actuelle

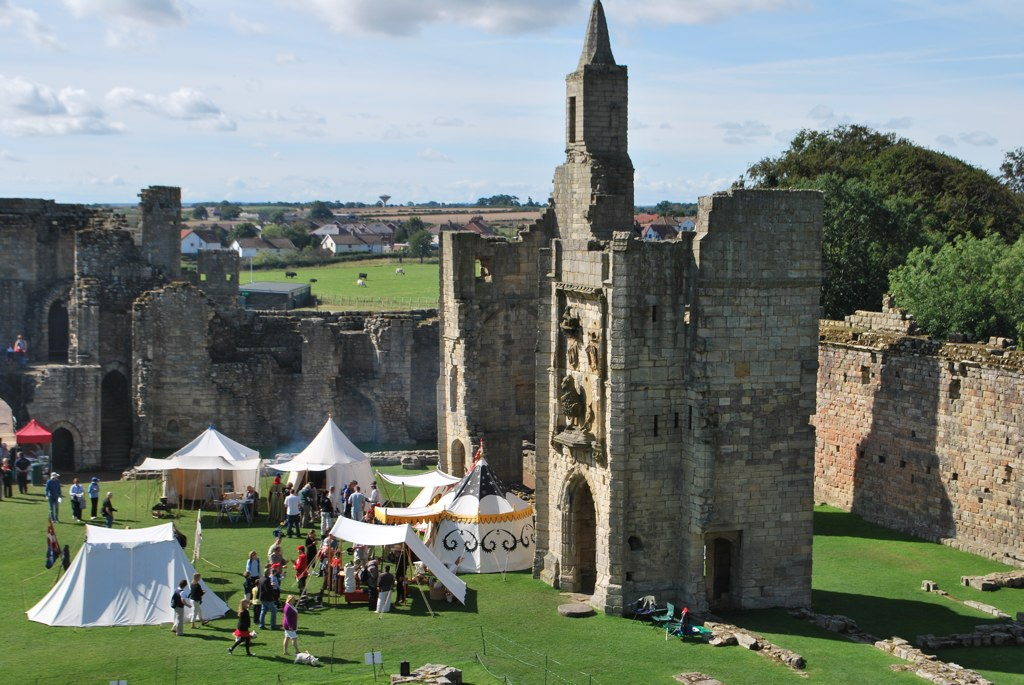
Le château est géré par l'English Heritage depuis 1984.

Josceline Percy, dernier comte Percy, mourut en 1670. Deux ans plus tard, sa veuve donna son autorisation pour que les matériaux du donjon fussent réutilisés pour la construction de Chirton Hall (en). Un total de 272 charretées partirent du donjon. La propriété de Josceline Percy fut transmise au duc de Somerset par le mariage. En 1698, les propriétaires décidèrent de ne pas rénover le château de Warkworth car l'ajout de remparts, d'étages, et de nouvelles fenêtres était estimé à 1 600 £. Elizabeth Seymour hérita de la propriété de son père en 1750. Son mari, Hugh Smithson changea de nom et devint Hugh Percy, le château fut alors transmis aux différents ducs de Northumberland qui se succédèrent, une dynastie dont il était à l'origine.
Au cours du XVIIIe siècle, on laissa le château se détériorer. La tour sud-ouest était en train de s'effondrer et vers 1752, une partie de la courtine située à l'est de la guérite fut démolie (elle fut reconstruite vers la fin du siècle). La ville et ses ruines historiques suscitaient alors de l'intérêt, attirant de nombreux touristes, et cet engouement était en grande partie dû au poème de l'évêque Thomas Percy, L'ermite de Warkworth (The Hermit of Warkworth en anglais). Au milieu du XIXe siècle, Hugh Percy, entreprit des travaux pour le préserver. Son successeur, Algernon Percy, engagea Anthony Salvin pour restaurer le donjon. Les travaux effectués entre 1853 et 1858 ne furent pas aussi importants que ceux prévus par Salvin, ils se limitèrent en effet à un ravalement partiel de l'extérieur et à un ajout de nouveaux étages et de toits concernant deux appartements, qui furent connus par la suite comme les appartements du duc (The Duke's Chambers en anglais), situés au deuxième étage. Le duc utilisait parfois ces appartements pour des pique-niques lorsqu'il arrivait du château d'Alnwick. Algernon Percy finança des fouilles au château dans les années 1850 qui permirent de découvrir les vestiges de l'église collégiale qui se trouvait dans la cour intérieure.
En 1922, Alan Percy, 8e duc de Northumberland, attribua la tutelle du château au Bureau des Travaux qui avait été nommé responsable de la tutelle des monuments anciens. Les Duke's Chambers restèrent sous le contrôle direct de la famille Percy. Le Bureau des Travaux entreprit des fouilles dans les douves en 1924 et supprima le gardien de la guérite. L'English Heritage, qui gère et entretient le site aujourd'hui, prit la relève en tant que gardien du château en 1984, et trois ans plus tard, les Duke's Chambers furent laissées à ses soins. Le château est un monument classé, un bâtiment historique « important sur le plan national » et un site archéologique protégé contre tout changement non autorisé. Il est également classé grade I (depuis 1985) et reconnu comme une structure d'importance internationale.

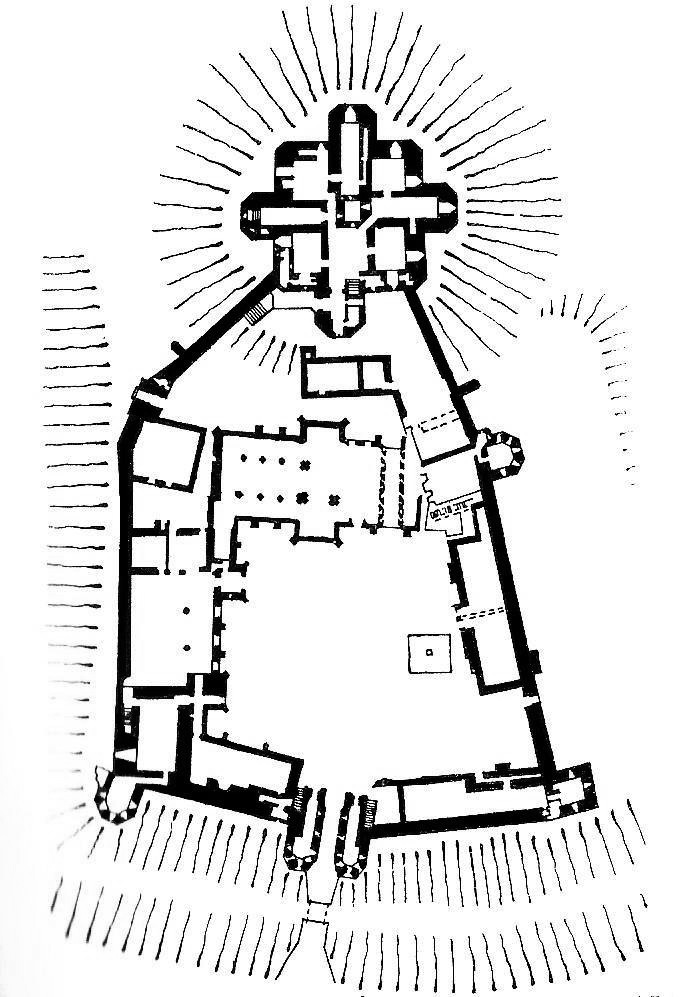
Donjon remontant à la fin du XIVe siècle, situé à l'extrémité nord du château. Entrée principale du château sous forme de guérite située au sud. Courtines datant du début du XIIIe siècle.

## Plan
Le château de Warkworth est une enceinte inhabituelle. Le donjon se trouve à l'extrémité nord, donnant sur la ville, et la cour intérieure au sud. Le donjon actuel fut construit sur un ancien monticule, connu sous le nom de motte. La courtine de la cour intérieure date du début du XIIIe siècle. Il y a quatre tours : Carrickfergus Tower dans le coin sud-ouest, Montagu Tower dans le sud-est, une tour poterne dans la muraille ouest (au nord de la cuisine), et Grey Mare's Tail Tower, située dans le mur côté est. À l'est, contre la courtine, se trouvait une écurie. Dans la moitié nord de la cour intérieure, en alignement est-ouest, était située une collégiale inachevée du XVe siècle qui fut détruite au début du XVIe siècle. Immédiatement à l'ouest de l'église, il y avait la cuisine, située à l'angle de la courtine, tournant vers le donjon, n'étant ainsi plus alignée nord-sud. Le long de la courtine ouest, au sud de la cuisine, se trouvaient le cellier, le grand hall (en), et les appartements privés. Au sud-ouest, se dressait une chapelle. Mis à part le côté nord, le château était entouré de douves.

### Guérite
La guérite située au milieu de la courtine sud date essentiellement du XIIIe siècle. À l'origine, on y accédait via un pont-levis et les visiteurs devaient franchir deux portes, une à chaque extrémité du passage, ainsi qu'une herse. Les projections semi-octogonales que l'on trouvait de chaque côté du passage situé entre les deux portes sont considérées comme ornementales. Entre les projections et au-dessus de la porte, on pouvait voir des mâchicoulis, des ouvertures destinées aux missiles lancés contre les attaquants. Les pièces se trouvant de chaque côté du passage étaient des corps de garde. Les seules ouvertures restantes sur le devant sont des fentes au niveau du sol. Des fentes sur les autres côtés de la guérite, et le long du couloir d'entrée, permettaient au gardien de surveiller les personnes qui s'approchaient et entraient dans le château. Au XIXe et au XXe siècle, la structure subit d'autres modifications, elle abritait alors le gardien du château ; des fentes sur la façade avant de la guérite ont peut-être été comblées.

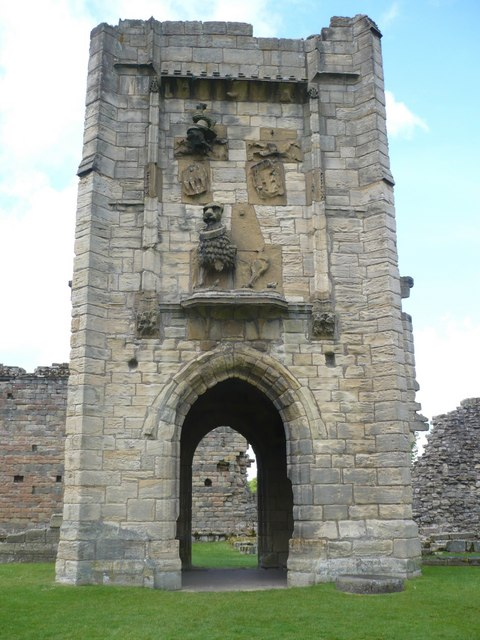
La Lion Tower datant du XVe siècle.

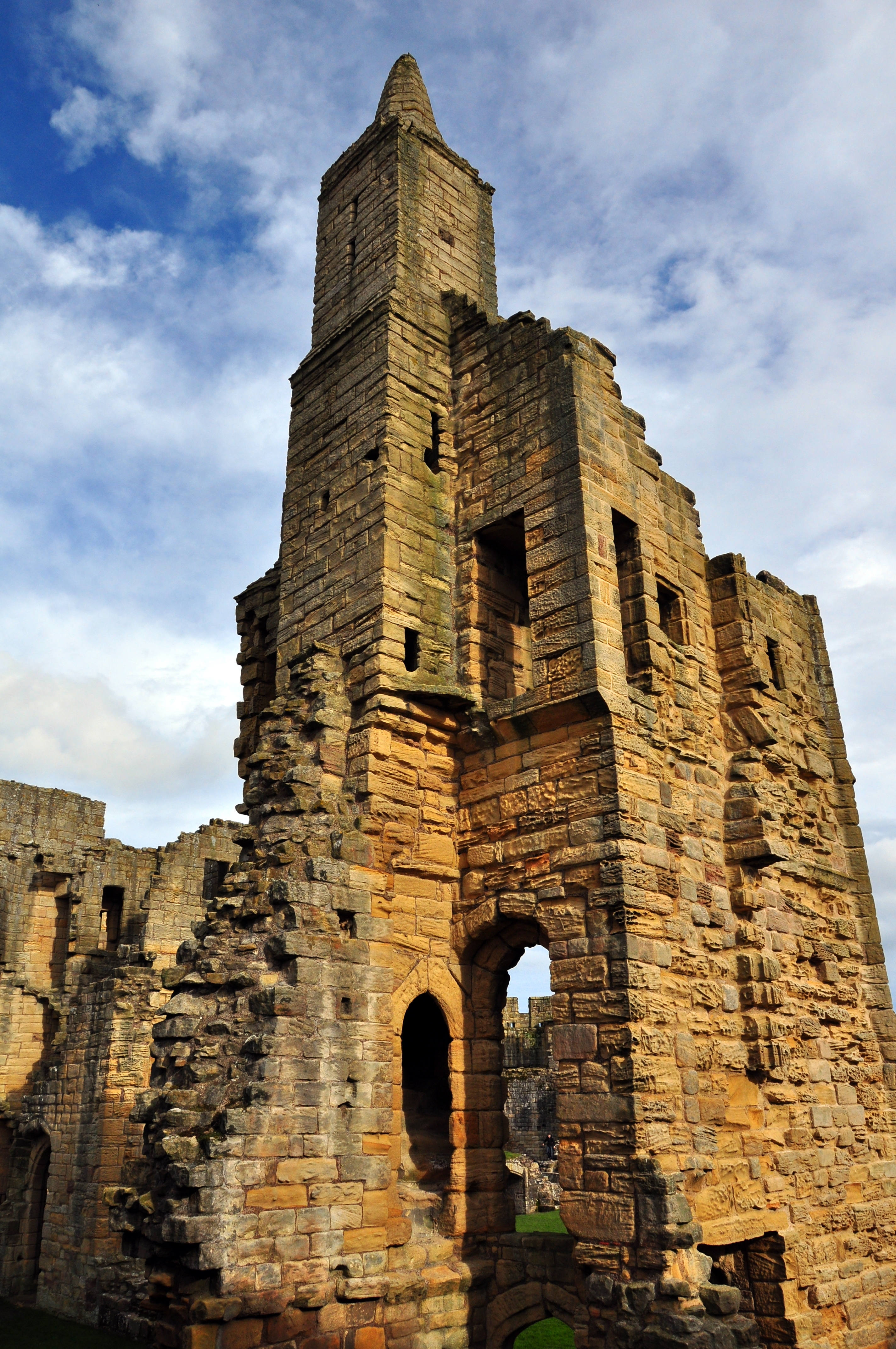
Vestiges de la Little Stair Tower.

La rangée située le long de la courtine ouest remonte à environ 1480, lorsque le quatrième comte remodela la cour intérieure. La grande salle était le centre social du château, lieu où la famille se rassemblait pour prendre les repas. Ce bâtiment datant du XVe siècle, aujourd'hui en ruines, remplaçait une ancienne salle qui se trouvait sur le même site, datant d'environ 1200, bien que certaines pierres datent du milieu du XIIe siècle. Le comte entrait par le sud, arrivant directement de ses appartements communicants privés, et les personnes de statut inférieur passaient elles par la Lion Tower. À l'intérieur, il était divisé en deux couloirs de différentes largeurs. Les deux salles étaient chauffées par des cheminées ouvertes, dont deux dataient de l'ancienne salle. Les extrémités de la salle étaient destinées aux extrémités opposées de l'échelle sociale qui se trouvaient au sein du château. Le haut de la pièce (à côté de l'appartement communicant) était réservé au comte et à sa famille, et le bas (à côté de la cuisine et d'autres pièces de service), au reste des occupants. Durant la période médiévale, la grande salle était richement décorée de tapisserie.
La Lion Tower constituait l'entrée permettant d'accéder à l'extrémité nord de la grande salle. Au-dessus de l'arcade de la tour, étaient disposés divers éléments héraldiques, symboles de la puissance des comtes Percy. Le lion situé en bas était l'emblème des comtes. Bien qu'aujourd'hui largement endommagées, on pouvait voir au-dessus du lion les anciennes armoiries de la famille et celles de la famille Lucy, dont les biens avaient été hérités par la famille Percy dans les années 1380. L'entrée conduisant à la tour se faisant par la cour intérieure, il y avait sur la droite une porte menant à la collégiale inachevée. Sur la gauche, se trouvait la grande salle, et au-delà, des appartements privés et sur la droite, l'office, le cellier, le garde-manger et la cuisine. Immédiatement au nord de la cuisine se dressait une tour poterne. Construit vers 1200, ses étages supérieurs furent réutilisés par la suite comme logements. Une entrée de statut inférieur à celui de la guérite principale et la position de la porte située à côté de la cuisine laissent penser qu'il s'agissait d'une entrée de service, utilisée pour l'acheminement des provisions au château.

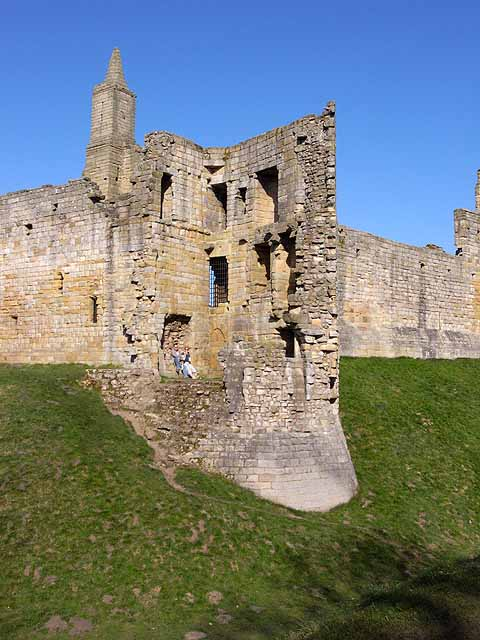
Carrickfergus Tower, située dans le coin sud-ouest, partiellement écroulée au XVIIIe siècle.

La tour carrée Little Stair était l'entrée permettant d'aller de la cour intérieure aux pièces privées situées au sud de la grande salle. Au niveau du rez-de-chaussée, il y avait une porte dans chacune des façades de la tour. Directement au sud du côté est de la tour se trouvait la chapelle du château. La porte nord conduisait à la grande salle, et la porte ouest à une cave située sous la grande chambre. Il ne reste que des vestiges fragmentaires de l'escalier en colimaçon. Au-dessus du passage se trouvait une seule pièce, dont l'usage est incertain : elle peut avoir été utilisée comme une autre chapelle, une chambre d'hôtes, ou une antichambre dans laquelle les visiteurs attendaient avant d'être admis auprès du comte.
Au sud de la grande salle se trouvait un bâtiment de deux étages contenant des appartements privés, datant d'environ 1200. D'étroites fenêtres ouvrant sur la cour intérieure étaient d'origine mais ont été comblées depuis. Le premier étage était entièrement occupé par la grande chambre (en), meublée d'une cheminée. Dans le coin sud-ouest de la chambre se trouvait une porte menant à une petite pièce qui était peut-être utilisée comme coffre-fort. Le rez-de-chaussée servait de cave, par laquelle on pouvait accéder à la Carrickfergus Tower. La tour polygonale était également accessible par la grande chambre au premier étage. Equipée de latrines et d'une cheminée, il s'agissait d'une extension du logement réservé au maître que procurait la grande chambre.

### Sud et Est
La Montagu Tower, située dans le coin sud-est, fut probablement construite par John Neville, Lord Montagu, au XVe siècle. Équipés de latrines et de cheminées, les étages supérieurs étaient destinés au logement, probablement pour les personnes de statut supérieur. Au XVIe siècle, le rez-de-chaussée était utilisé comme écurie. On ignore la fonction des bâtiments situés contre la courtine sud, entre la Montagu Tower et la guérite. Au nord de la Montagu Tower, contre la courtine est, se trouvent des ruines d'écuries hautes de deux étages. À l'ouest des écuries, une maison abritait un puits bordé de pierres, dont la profondeur atteignait environ 18 m. La Grey Mare's Tail Tower, dont la construction remonte probablement aux années 1290, présente une fente dans chacune de ses cinq façades, offrant des vues sur toute la courtine.

### Donjon
Goodall décrit le donjon de Warkworth comme étant « un chef-d'œuvre de l'architecture anglaise médiévale ». Construit dans le dernier quart du XIVe siècle, il a probablement été conçu par John Lewyn. D'après le plan, il avait la forme d'une croix grecque et était doté à l'origine de créneaux, et peut-être de statues décoratives. On peut encore voir des sculptures d'anges portant des boucliers entourant le sommet du bâtiment. Au nord du donjon, un lion imposant représentant les armoiries de la famille Percy dominait la ville. Le lion et les sculptures étaient probablement peints à l'origine et se démarquaient du reste du bâtiment. L'archéologue Oliver Creighton suggère que la reconstruction du donjon et les autres travaux de reconstruction avaient pour but d'évoquer la seigneurie durable des propriétaires. Au sommet du donjon, se trouve une tour de guet, qui était moins importante avant que le toit du donjon ne fût enlevé.
Goodall avance que le donjon était utilisé uniquement pour de courtes périodes, et que la rangée ouest, la grande salle y compris, était la résidence préférée du maître des lieux lorsqu'il effectuait des séjours prolongés au château de Warkworth. Le rez-de-chaussée était utilisé principalement pour le stockage de la nourriture et du vin, mais il y avait aussi une salle permettant d'accéder à une pièce au sous-sol d'environ 2,7 m2. Différentes interprétations ont été données quant à sa fonction, allant d'une pièce destinée à la comptabilité et dans laquelle se trouvait un coffre-fort dans le sol, ou un corps de garde avec un cachot creusé dans le sol. Dans le mur côté ouest du donjon se trouvait une poterne par laquelle passaient les approvisionnements. Les cuisines occupaient le côté ouest du premier étage et étaient reliées à la réserve située juste en dessous par des escaliers. Dans le coin sud-est, il y avait une grande salle, chauffée à l'origine par un foyer central, couvrant tout le premier et le deuxième étage. Une chapelle pas très loin de la grande salle conduisait à une grande salle officielle où le maître des lieux accueillait ses invités. L'usage du deuxième étage était de nature entièrement domestique, avec des chambres et des appartements privés. Au XIXe siècle, alors que le reste du château de Warkworth était en ruines, les pièces du deuxième étage furent recouvertes et parfois utilisées par le duc lors de ses visites. Au centre du donjon, se trouvait un puits de lumière avec des fenêtres intérieures et au bas duquel un réservoir destiné à la récupération de l'eau de pluie était utilisé pour le nettoyage.